# Lagonda DP166
Der Lagonda DP166 war ein Sportwagen, der 1955 bei Aston Martin unter der Modellbezeichnung Lagonda entwickelt wurde.

## Entwicklungsgeschichte und Technik
Der DP166 war das Nachfolgemodell des DP115 und ein Einzelstück. Aus dem DP115 wurde das Fahrgestell, der 310 PS starke  4,5-Liter-V12-Motor, das Getriebe und die Kraftübertragung übernahmen. Neu war die Karosserie mit adaptierten Kühlergrill und verbesserten aerodynamischen Eigenschaften.

## Renneinsatz
Gefahren wurde der DP166 nur ein einziges Mal. Aston Martin meldete den Wagen für Lagonda zum 24-Stunden-Rennen von Le Mans 1955. Am Steuer saßen Reg Parnell und Dennis Poore. Der Ausfall nach 93 gefahrenen Runden ging auf einem Fehler der Boxenmannschaft zurück, die sich beim Befühlen des Tanks mit Kannen verzählt. Der Wagen blieb ohne Treibstoff auf der Strecke liegen und konnte nicht mehr gestartet werden.